# Remixes 2: 81–11
Remixes 2: 81–11 és una compilació de remescles del grup anglès de pop electrònic Depeche Mode. Publicat el 3 de juny de 2011, és la segona compilació d'aquest tipus després de Remixes 81–04 (2004) i conclou el contracte amb la discogràfica EMI. Abasta tota la trajectòria del grup i inclou nous arranjaments dels exmembres Vince Clarke i Alan Wilder. Estigué disponible en quatre formats diferents: un CD individual, una versió en triple CD, una descàrrega digital i un box set de sis LPs. Es va extreure un sol senzill, "Personal Jesus 2011", remescla de "Personal Jesus" realitzada per Stargate.

## Llista de cançons

### Edició un disc
Totes les cançons foren escrites i compostes per Martin Gore excepte les indicades. 
| Núm. | Títol                                                             | Composició               | Durada |
| ---- | ----------------------------------------------------------------- | ------------------------ | ------ |
| 1.   | «Dream On» (Bushwacka Tough Guy Mix Edit)                         |                          | 5:21   |
| 2.   | «Personal Jesus» (The Stargate Mix)                               |                          | 3:55   |
| 3.   | «Suffer Well» (M83 Remix)                                         | Gahan, Eigner, Phillpott | 4:31   |
| 4.   | «John the Revelator» (UNKLE Reconstruction)                       |                          | 4:59   |
| 5.   | «In Chains» (Tigerskin's No Sleep Remix Edit)                     |                          | 7:12   |
| 6.   | «Peace» (SixToes Remix)                                           |                          | 5:12   |
| 7.   | «Tora! Tora! Tora!» (Karlsson + Winnberg (from Miike Snow) Remix) |                          | 7:38   |
| 8.   | «Never Let Me Down Again» (Eric Prydz Remix)                      |                          | 7:01   |
| 9.   | «I Want It All» (Roland M. Dill Remix)                            | Gahan, Eigner, Phillpott | 6:43   |
| 10.  | «Wrong» (Trentemøller Club Remix)                                 |                          | 6:53   |
| 11.  | «Puppets» (Röyksopp Remix)                                        | Clarke                   | 4:40   |
| 12.  | «Everything Counts» (Oliver Huntemann + Stephan Bodzin Dub)       |                          | 6:53   |
| 13.  | «A Pain That I'm Used To» (Jacques Lu Cont Remix)                 |                          | 7:51   |

### Edició tres discs
Disc 1
| Núm. | Títol                                                       | Durada |
| ---- | ----------------------------------------------------------- | ------ |
| 1.   | «Dream On» (Bushwacka Tough Guy Mix)                        | 6:07   |
| 2.   | «Suffer Well» (M83 Remix)                                   | 4:31   |
| 3.   | «John the Revelator» (UNKLE Reconstruction)                 | 4:59   |
| 4.   | «In Chains» (Tigerskin's No Sleep Remix)                    | 7:45   |
| 5.   | «Peace» (SixToes Remix)                                     | 5:13   |
| 6.   | «Lilian» (Chab Vocal Remix Edit)                            | 6:14   |
| 7.   | «Never Let Me Down Again» (Digitalism Remix)                | 4:37   |
| 8.   | «Corrupt» (Efdemin Remix)                                   | 6:29   |
| 9.   | «Everything Counts» (Oliver Huntemann + Stephan Bodzin Dub) | 6:53   |
| 10.  | «Happiest Girl» (The Pulsating Orbital Vocal Mix)           | 7:57   |
| 11.  | «Walking in My Shoes» (Anandamidic Mix)                     | 6:11   |
| 12.  | «Personal Jesus» (The Stargate Mix)                         | 3:58   |
| 13.  | «Slowblow» (Darren Price Mix)                               | 6:26   |

Disc 2
| Núm. | Títol                                             | Durada |
| ---- | ------------------------------------------------- | ------ |
| 1.   | «Wrong» (Trentemøller Club Remix)                 | 6:53   |
| 2.   | «World in My Eyes» (Dub in My Eyes)               | 6:56   |
| 3.   | «Fragile Tension» (Peter Bjorn + John Remix)      | 3:44   |
| 4.   | «Strangelove» (Tim Simenon/Mark Saunders Remix)   | 7:49   |
| 5.   | «A Pain That I'm Used To» (Jacques Lu Cont Remix) | 7:49   |
| 6.   | «The Darkest Star» (Monolake Remix)               | 5:43   |
| 7.   | «I Feel You» (Helmet at the Helm Mix)             | 6:39   |
| 8.   | «Higher Love» (Adrenaline Mix Edit)               | 4:47   |
| 9.   | «Fly on the Windscreen» (Death Mix)               | 5:09   |
| 10.  | «Barrel of a Gun» (United Mix)                    | 6:35   |
| 11.  | «Only When I Lose Myself» (Dan the Automator Mix) | 4:57   |
| 12.  | «Ghost» (Le Weekend Remix)                        | 8:20   |

Disc 3
| Núm. | Títol                                                             | Durada |
| ---- | ----------------------------------------------------------------- | ------ |
| 1.   | «Personal Jesus» (Alex Metric Remix Edit)                         | 3:27   |
| 2.   | «Never Let Me Down Again» (Eric Prydz Remix)                      | 7:00   |
| 3.   | «Behind the Wheel» (Vince Clarke Remix)                           | 6:42   |
| 4.   | «Leave in Silence» (Claro Intelecto 'The Last Time' Remix)        | 4:56   |
| 5.   | «In Chains» (Alan Wilder Remix)                                   | 7:17   |
| 6.   | «When the Body Speaks» (Karlsson + Winnberg Remix)                | 6:55   |
| 7.   | «Puppets» (Röyksopp Remix)                                        | 4:40   |
| 8.   | «Tora! Tora! Tora!» (Karlsson + Winnberg (from Miike Snow) Remix) | 7:38   |
| 9.   | «Freestate» (Clark Remix)                                         | 4:50   |
| 10.  | «I Want It All» (Roland M. Dill Remix)                            | 6:42   |
| 11.  | «A Question of Time» (Joebot Presents 'Radio Face' Remix)         | 5:32   |
| 12.  | «Personal Jesus» (Sie Medway-Smith Remix)                         | 6:24   |

| 13. | «Master and Servant» (RSS Remix)            | 4:47 |
| 14. | «In Chains» (Myer vs Wilder Deconstruction) | 6:34 |

| 13. | «Sister of Night» (Ida Engberg's Giving Voice to the Flame Remix) | 8:47 |
| 14. | «Sweetest Perfection» (Phil Kieran Vocal Mix)                     | 7:10 |

| 38. | «The Sun and the Rainfall» (Black Light Odyssey's Further Excerpts) | 6:24 |
| 39. | «The Sinner in Me» (SixToes Remix)                                  | 5:06 |

| 38. | «The Sun and the Rainfall» (Black Light Odyssey's Further Excerpts) | 6:24 |

## Posicions en llistes
| Llista (2011)     | Posició |
| ----------------- | ------- |
| Alemanya          | 3       |
| Espanya           | 5       |
| França            | 11      |
| Itàlia            | 9       |
| Portugal          | 14      |
| UK Albums Chart   | 24      |
| EUA Billboard 200 | 105     |